# Lorna Wing
Lorna Wing OBE FRCPsych (7 de outubro de 1928 - 6 de junho de 2014) foi uma psiquiatra inglesa. Ela foi uma pioneira no campo dos transtornos do desenvolvimento infantil, que avançou a compreensão do autismo em todo o mundo, introduziu o termo síndrome de Asperger em 1976 e esteve envolvida na fundação da National Autistic Society (NAS) no Reino Unido.

## Pesquisas
Como consequência de ter uma filha autista, a Drª Wing envolveu-se em pesquisas sobre distúrbios do desenvolvimento, particularmente as relacionados às condições do espectro autista. Junto a outros pais de crianças autistas, fundou a National Autistic Society (NAS) no Reino Unido, em 1962.
Quando sua filha nasceu, na década de 50, a visão dominante sobre o problema do autismo era sob o prisma psicanalítico, o que envolvia a análise primacial do tratamento dado pelos pais à criança. Essa visão costuma ser tributada aos estudos feitos por Leo Kanner, pois em seus textos sobre 11 crianças autistas ele chega a questionar o papel dos pais na produção do quadro evasivo no desenvolvimento daqueles pacientes, mas foi apenas com os escritos trabalhos de Bruno Bettelheim que a ideia das "mães geladairas" teve infeliz aceitação. Mais tarde, essa visão foi sendo transformada, passando a sugerir influência da genética no desenvolvimento do cérebro. Foi então que a Drª Wing juntou-se a Judith Gould e ambas fizeram um estudo no bairro londrino de Camberwell. Nesse estudo, descobriram que as crianças analisadas possuíam elementos comuns nos vários distúrbios, e um deles era a dificuldade de relacionamento social. Segundo Wing, o autista carece da capacidade imaginativa, que é aquela que nos permite enfrentar as situações da vida. E, ainda, a presença de grande dificuldade de comunicação – caracteres que ela denominou de tríade.
No diagnóstico dos casos de autismo usa-se da análise dos três déficits existentes, conhecidos por “Tríade de Wing”, em homenagem à sua proponente, que dizem respeito às dificuldades que os autistas têm nas áreas de imaginação, socialização e de comunicação. Por esse prisma, o número de crianças diagnosticadas com autismo, que no Reino Unido é de 4 ou 5 por 10 mil, passa a ser de 15 a 20, quando relacionado à tríade. Também concluiu que a condição ocorre quatro vezes mais em meninos que em meninas e que nestas o quadro tende a ser mais severo.
Embora bastante embasado e influente, a própria autora acautelou, em seu trabalho de 1981, que: "(...)deve ser mostrado que todas as pessoas descritas pelo autor citado possuíam problemas de ajustamento ou tiveram desajustes psiquiátricos severos posteriores suficientes que levaram à indicação de tratamento psiquiátrico... (e) os casos descritos aqui são provavelmente parciais nestes casos mais severos."
Graças aos seus estudos, criou parâmetros para a diagnose do autismo, com a proposição de 6 pontos básicos:
1. Verbalização correta, mas estereotipada e pedante;
2. Comunicação não-verbal caracterizada por gestos socialmente convencionados como inadequados, voz sem entonação e poucas expressões faciais;
3. Ausência de manifestações convencionais de empatia;
4. Prefere a repetição, aversão às mudanças;
5. Deficiências de coordenação motora, como postura e movimentos;
6. Boa memória mecânica e limitados interesses especiais.[5]

Morando em Sussex, após sua aposentadoria oficial, trabalhou meio expediente como consultora psiquiátrica no Centro para Transtornos Sociais e Comunicativos (Centre for Social and Communication Disorders) no Elliot House, da NAS.
A entidade batizou o centro de autismo com o nome da Drª Wing - NAS Lorna Wing Centre for Autism, que é o primeiro no Reino Unido a tratar do diagnóstico, avaliação e serviço de aconselhamento para crianças, adolescentes e adultos autistas.

## Estudos publicados
Foi autora de muitos livros e trabalhos acadêmicos, dos quais se destaca o Asperger's Syndrome:  a Clinical Account, estudo publicado em 1981 que popularizou as pesquisas feitas por Hans Asperger e introduziu o termo Síndrome de Asperger no vocabulário médico.
Todos os trabalhos em inglês:
- Wing, L. & Gould, J. (1979), "Severe Impairments of Social Interaction and Associated Abnormalities in Children: Epidemiology and Classification", Journal of Autism and Developmental Disorders, 9, pp. 11–29.
- Wing, L. (1980). "Childhood Autism and Social Class: a Question of Selection?", British Journal of Psychiatry, 137, pp. 410–417.
- Wing L (1981). «Asperger syndrome: a clinical account». Psychol Med. 11 (1): 115–29. PMID 7208735. Consultado em 29 de dezembro de 2007
- Burgoine, E. & Wing, L. (1983), "Identical triplets with Asperger's Syndrome", British Journal of Psychiatry, 143, pp. 261–265.
- Wing, L. and Attwood, A. (1987), "Syndromes of Autism and Atypical Development", in Cohen, D. & Donnellan, A. (eds.), Handbook of Autism and Pervasive Disorders, New York, John Wiley & Sons.
- Wing, L. (1991), "The Relationship Between Asperger's Syndrome and Kanner's Autism", in Frith, U. (ed.), Autism and Asperger Syndrome, Cambridge, Cambridge University Press.
- Wing, L. (1992), "Manifestations of Social Problems in High Functioning Autistic People", in Schopler, E. & Mesibov, G. (eds.), High Functioning Individuals with Autism, New York, Plenum Press.
- Wing L, Potter D (2002). «The epidemiology of autistic spectrum disorders: is the prevalence rising?». Ment Retard Dev Disabil Res Rev. 8 (3): 151–61. PMID 12216059. doi:10.1002/mrdd.10029

## Livros
- 1964, Autistic Children
- 1966, Physiological Measures, Sedative Drugs and Morbid Anxiety, com M.H. Lader
- 1969, Children Apart:  Autistic Children and Their Families
- 1969, Teaching Autitistic Children:  Guidelines for Teachers
- 1971, Autistic Children:  a Guide for Parents
- 1975, Early Childhood Autism:  Clinical, Educational and Social Aspects (editora)
- 1975, What is Operant Conditioning?
- 1988, Aspects of Autism: Biological Research (editora)
- 1989, Hospital Closure and the Resettlement of Residents:  Case of Darenth Park Mental Handicap Hospital
- 1995, Autistic Spectrum Disorders: an Aid to Diagnosis
- 1996, The Autistic Spectrum:  a Guide for Parents and Professionals (ISBN 978 1 84119 674 9)
- 2002, Smiling at Shadows: a Mother's Journey Raising an Autistic Child (com Junee Waites, Helen Swinbourne).